# Monterrey Consensus
Der Monterrey Consensus ist das Resultat der Internationalen Konferenz der Vereinten Nationen über die Finanzierung von Entwicklungszusammenarbeit gehalten vom 18. bis 22. März 2002 in Monterrey, Mexiko. Teilnehmer waren neben Regierungsdelegationen auch Gesandte der Vereinten Nationen, des Internationalen Währungsfonds (IWF), der Weltbank, der Welthandelsorganisation (WTO) sowie Vertreter von Privaten und Zivilgesellschaft. Es ist eine der ersten Konferenzen, bei der im Rahmen der UN Entwicklungsfinanzierung erörtert wurde.

## Inhalt
Das Abschlussdokument gliedert sich wie folgt in Sektionen über die
- Mobilisierung nationaler finanzieller Ressourcen (Steuern)
- Mobilisierung internationaler Ressourcen: ausländische Direktinvestitionen und andere private Zuflüsse
- Internationaler Handel als Motor für wirtschaftliche Entwicklung (Siehe auch Welthandelskonferenz)
- Steigerung der internationalen finanziellen und technischen Zusammenarbeit
- Externe Verschuldung (siehe auch HIPC-Initiative und MDRI-Initiative)
- Systemischen Fragen: Verbesserung der Kohärenz und Konsistenz des internationalen Finanz- und Handelssystems
- und den Folgeprozess.